# 拼命戰羊
《力挽狂瀾》（英語：The Wrestler）是2008年美國劇情電影，由戴倫·艾洛諾夫斯基執導、羅伯特·西格爾編劇，米基·洛克、瑪麗莎·托梅和伊雯·瑞秋·伍德主演。電影自2008年1月開拍，由福克斯探照燈影業取得美國發行權，2008年12月17日於限定地區上映，2009年1月23日於全球上映。DVD和藍光光碟則於2009年4月1日和2009年6月1日分別於美、英發行。本片獲第65届威尼斯电影节金狮奖。米基·洛克憑此片獲得了金球獎、英國電影學院獎和獨立精神獎的最佳男主角獎，以及奧斯卡最佳男主角獎的提名。

## 主角
- 米基·洛克 飾演 藍迪·羅賓森(Randy Robinson)，綽號榔頭( Ram)
- 瑪麗莎·托梅 飾演 凱西蒂(Cassidy)
- 伊雯·瑞秋·伍德 飾演 史蒂芬妮(Stephanie)
- 馬克·馬戈利斯 飾演 蘭尼(Lenny)
- 托德·貝瑞 飾演 韋恩(Wayne)
- Wass Stevens 飾演 尼克(Nick Volpe)
- Ernest Miller 飾演 阿亞圖拉(The Ayatollah)

## 外部連結
- 官方网站
- 互联网电影数据库（IMDb）上《拼命戰羊》的资料（英文）
- AllMovie上《拼命戰羊》的资料（英文）
- 豆瓣电影上《拼命戰羊》的資料 （简体中文）
- Box Office Mojo上《拼命戰羊》的資料（英文）
- 爛番茄上《拼命戰羊》的資料（英文）
- Metacritic上《拼命戰羊》的資料（英文）